# Демократска турска странка Косова
Демократска турска странка Косова (тур. Kosova Demokratik Türk Partisi) је политичка странка у Републици Косово. Залаже се за интересе турске мањине. Странка има два посланика у Скупштини Републике Косово. Председник странке је Фикрим Дамка.

## Резултати на изборима
| Година | Гласови | % од важећих | Мандати | Мандати заТурке | Промена    |
| ------ | ------- | ------------ | ------- | --------------- | ---------- |
| 2001.  | 7.879   | 1,00         | 3 / 120 | 3 / 3           | Стагнација |
| 2004.  | 8.353   | 1,21         | 3 / 120 | 3 / 3           | Стагнација |
| 2007.  | 4.999   | 0,87         | 3 / 120 | 3 / 3           | Стагнација |
| 2010.  | 8.548   | 1,22         | 3 / 120 | 3 / 3           | Стагнација |
| 2014.  | 7.424   | 1,02         | 2 / 120 | 2 / 2           | 1          |
| 2017.  | 7.852   | 1,08         | 2 / 120 | 2 / 2           | Стагнација |
| 2019.  | 6.788   | 0,81         | 2 / 120 | 2 / 2           | Стагнација |
| 2021.  | 6.496   | 0,75         | 2 / 120 | 2 / 2           | Стагнација |